# Panzerzug Slawa Kubani
Der Panzerzug Slawa Kubani (russisch Бронепоезд Слава Кубани Bronepojesd Slawa Kubani, deutsch Ehre für Kuban) war ein Panzerzug der Weißen Armee aus der Zeit des Russischen Bürgerkrieges.

## Geschichte
Am 14. Oktober 1919 wurden in Charkow zwei neur Panzerzüge für die Weiße Armee aufgestellt. Dies waren der Panzerzug Slawa Kubani und der Panzerzug Wolk, welche sich aus Teilen des ehemaligen Panzerzug Brjanski zusammensetzten. Nach der Indienststellung wurden beide der 10. Panzerzugdivision der Streitkräfte Südrusslands unterstellt..

## Technische Daten
Über die genaue Zusammensetzung des Panzerzuges liegen keine Informationen vor.

## Einsatz
Ab November 1919 wurde der Panzerzug Slawa Kubani bei Kampfhandlungen gegen bolschewistische Truppen in der Ukraine eingesetzt.
Am 25. März 1920 erließ der Oberbefehlshaber der Russischen Wrangel-Armee auf der Krim, Generalleutnant Pjotr Nikolajewitsch Wrangel, den Befehl Nummer 2911. Darin hieß es, dass aufgrund der gegnerischen Übermacht die Hauptquartiere der 2., 9. und 10. Panzerzugdivision, sowie mehrere Panzerzüge aufgelöst und zurückgelassen werden sollen. Darunter fiel auch der Panzerzug Slawa Kubani.
Das Rollmaterial wurde für die Neuaufstellung des Panzerzug Ofizer genutzt.

## Zugpersonal
Die Besatzung des Panzerzug Slawa Kubani stammte ursprünglich aus dem Panzerzug General Schkuro.
- Panzerzugkommandant
  - Leutnant Artemiy P. Chizhov (Oktober 1919 – März 1920)